# Новый Куганак 2-й
Новый Куганак 2-й (Новый Куганак Второй) — упразднённая деревня на территории современного Подлесненского сельсовета Стерлитамакского района Башкортостана (Россия).

## География
Располагалась в северной части района, на левом берегу реки Меселька, которая, протекая в северо-восточном направлении, через несколько километров впадает в Куганак, который течёт также на северо-восток. Берег реки покрыт относительно редкой растительностью, однако северо-западнее деревни начинался лесной массив, именуемый Волковским лесом. Немного восточнее деревни имелся брод через реку.

### Ближайшие населённые пункты
Ближайшими селениями были следующие населённые пункты: крупное село Большой Куганак — в 2,2 км на юго-восток, за Меселькой и Куганаком (село стоит на правом берегу Куганака; является центром Куганакского сельсовета, имеется железнодорожная станция Куганак на перегоне Карламан—Мурапталово); село Талалаевка — в 1,8 км на юго-запад, на южном берегу Месельки; деревня Спасское — в 1,4 км на северо-запад; ныне не существующая деревня Белороевка — в 2,3 км, также на северо-западе, на опушке Волковского леса; ныне нежилая деревня Валентиновский — менее чем в 1 км на северо-восток, за кладбищем.

## История
По данным первой Всесоюзной переписи населения СССР 1926 года, в посёлке Новый Куганак 2-й Спасского сельсовета Ашкадарской волости Стерлитамакского кантона было 19 домов и 101 житель (48 мужчин и 53 женщины). По состоянию на 1983 год, в населённом пункте проживало около 20 жителей. Деревня входила в состав Талалаевского сельсовета.
Упразднена Указом Президиума Верховного Совета Башкирской АССР от 25 июля 1989 года. Талалаевский сельсовет прекратил своё существование в 2008 году, его территория была присоединена к Подлесненскому сельсовету.